# Gabara abditalis
Gabara abditalis là một loài bướm đêm trong họ Erebidae.